# Aristolochia baetica
Aristolochia baetica L. – gatunek rośliny z rodziny kokornakowatych (Aristolochiaceae Juss.). Występuje naturalnie w południowych częściach Portugalii oraz Hiszpanii, rzadziej na północnych krańcach Maroka i Algierii.

## Morfologia
PokrójBylina pnąca lub płożąca. Dorasta do 5 m wysokości.
LiścieSą skórzaste i ciemnozielone. Mają 10 cm długości oraz 1,5–15 cm szerokości. Nasada liścia ma szeroko sercowaty kształt.
KwiatyWyrastają na bezwłosych pędach w kątach liści. Mają brązową lub purpurowoczarną barwę i 2–5 cm długości. Mają po 6 pręcików. Są mniej lub bardziej wyprostowane.
OwoceTorebki z sześcioma otworami.

## Biologia i ekologia
Kwitnie od maja do czerwca.